# Celéstio
Celéstio foi um dos dícipulos de Pelágio e um dos principais difusores do pelagianismo. Suas doutrinas sobre o pecado original foram consideradas heréticas.

## Vida e obras
Em Cartago, Celéstio pediu a ordenação sacerdotal, mas foi acusado de heresia pelo diácono Paulino de Milão. Devido à sua obstinação, foi excomungado pelo Sínodo de Cartago em 411, a seguir fugiu para Éfeso, onde foi ordenado.
Celéstio provocou desordens em Roma. O imperador romano Honório, em maio de 418, ordenou a expulsão dos líderes pelagianos. Zózimo renovou a condenação com a Epistola Tractoria (nome que na África se dava às circulares coletivas dirigidas ao episcopado).
Entre as teses condenadas pelo sínodo de Cartago encontram-se as seguinte afirmações:
1. Adão foi criado mortal, não era imortal e teria morrido, com ou sem pecado;
2. O pecado de Adão prejudicou somente a ele mesmo;
3. Se quiser, o homem pode viver sem pecado;
4. As crianças mortas sem batismo herdam a vida eterna (não existe, portanto, o pecado original;
5. Aqueles que forem ricos, se batizados, devem renunciar a tudo caso contrário não podem entrar no reino dos céus.

Esta condenação foi devida sobretudo às intervenções de Agostinho de Hipona, que desde o primeiro momento fora o maior adversário do pelagianismo, não da pessoa de Pelágio, mas de sua doutrina.